# Slowakische Badmintonmeisterschaft 1992
Die Slowakische Badmintonmeisterschaft 1992 war die 26. offizielle Auflage der Titelkämpfe im Badminton in der Slowakei. Sie fand vom 25. bis zum 26. April 1992 in Košice statt.

## Medaillengewinner
| Disziplin    | Gold                               | Silber                         | Bronze                               |
| ------------ | ---------------------------------- | ------------------------------ | ------------------------------------ |
| Herreneinzel | Igor Novák                         | Róbert Ježo                    | Juraj Brestovský                     |
| Dameneinzel  | Eva Matyusová                      | Ľuba Hanzušová                 | Aurita Hirková                       |
| Herrendoppel | Ľubomír Čechovský Juraj Brestovský | Róbert Cyprian Petr Ludík      | Róbert Ježo Igor Novák               |
| Damendoppel  | Ľuba Hanzušová Eva Matyusová       | Aurita Hirková Anna Stripajová | Adriana Šidlová Dana Tichá           |
| Mixed        | Ľubomír Čechovský Ľuba Hanzušová   | Peter Púdela Martina Švecová   | Ľubomír Schmidtmayer Adriana Šidlová |